# Kaarlo Ekholm
Kaarle Väinö "Kalle" Ekholm (Víborg, 7 de desembre de 1884 – Hèlsinki, 13 de maig de 1944) va ser un gimnasta finlandès que va competir a començaments del segle xx.
El 1912 va prendre part en els Jocs Olímpics d'Estocolm, on va guanyar la medalla de plata en el concurs per equips, sistema lliure del programa de gimnàstica.